# کلاودیو جرجی
کلاودیو جُرجی (ایتالیایی: Claudio Giorgi؛ زادهٔ ۱۹۴۴) بازیگر، کارگردان فیلم و فیلم‌نامه‌نویس اهل ایتالیا است.
از فیلم‌های او می‌توان به شهوت‌انگیز بی‌پرده، بجنب… دخترمدرسه‌ای‌ها دارند می‌آیند، شبحی در تختخوابم هست، امانوئل زرد و زنان روستایی کم‌حرف اشاره کرد.